# Piptadeniastrum
Piptadeniastrum là một chi thực vật có hoa trong họ Đậu.